# Christine Bard
Christine Bard (Jeumont, 1965) es una historiadora francesa especializada en la historia de las mujeres, del género, del feminismo y del antifeminismo. 

## Trayectoria
Nació en Jeumont en 1965. Estudió la historia en la Universidad de Lille III y después en la Universidad de París Diderot, especializándose en la historia del feminismo en Francia entre 1914 y 1940.
Después de la publicación de su tesis, se convirtió en maestra de historia contemporánea en la Universidad de Angers en 1995. Se incorporó al Instituto universitario de Francia como miembro junior entre 2000 y 2005 antes de ser nombrada como miembro senior en 2020. En 2004, se convirtió en profesora en la universidad de Angers. También es miembro del laboratorio TEMOS CNRS FRE-2015 (Tiempos, mundos y sociedades) que se desprende del Centro de búsquedas históricas del Oeste (CERHIO).
Es especialista en la historia de Francia contemporánea (siglo XIX y XX), dedica sus investigaciones a la historia de las mujeres y del género: historia de los feminismos, historia del antifeminismo, historia de las sexualidades, historia del género en política, historia de la significación de los vestidos. Estudia en particular la historia y actualidad de los pantalones y de la falda como marcadores de género y retos políticos.
Desde 2014, dirige numerosas tesis sobre un amplio espectro de la historia de las mujeres en el siglo XX como: feminismo, juventud, deporte, trabajo, medios de comunicación, política, sexualidad, vestido o incluso arte.
Es la creadora de la asociación Archives du féminisme que también preside. Esta asociación recolecta y valora archivos de asociaciones y militantes feministas desde 2000. La asociación impulsó la creación del Centro de archivos del feminismo en la biblioteca Universitaria de Belle de Brillet en Angers, el 3 de octubre de 2000.
Además de su apoyo al movimiento feminista, es activista LGBT. Está casada desde 2001 con Corinne Bouchoux, quien fue senadora ecologista del departamento Maine y Loira de 2011 a 2017.

### Competencias científicas
Bard coordina las investigaciones interdisciplinarias sobre el género en la Universidad de Angers y en la región países del Loira. En 2002, organizó la conferencia Le Genre des territoires. Desde 2005, organiza anualmente el ciclo “Historia y memoria de deportaciones” con Yves Denéchère en la Universidad de Angers.
Entre 2007 y 2011, fue la copresentadora del eje “Genre, jeunes, identités sociales” del Centro de historia de la escuela Sciences Po. El Instituto de Ciencias humanas y Sociales del CNRS creó el Instituto del Género en 2012, y formó parte del primer consejo científico del instituto.
De 2008 a 2017, dirigió la estructura federativa de investigación SFR Confluences, que aglutina a los laboratorios de letras, lenguas, ciencias humanas, derecho, economía y gestión de la universidad de Angers. También dirigió el programa de investigaciones GEDI (Género y discriminaciones sexistas y homófobas) entre 2014 y 2017. Este programa fue apoyado por SFR Confluences y reunió a un centenar de miembros. El programa GEDI permitió la creación de un máster en Estudios de género, abierto en 2017 en la universidad de Bretagne Loire (ULB).
Bard participó en el proyecto internacional SAVIE-LGBTQ (Conocimientos sobre la inclusión y exclusión de las personas LGBTQ) apoyado por Line Chamberland (UQAM) en Montreal.

### Publicaciones científicas
Bard creó en 2004 Musea, un museo virtual de la historia de las mujeres y del género, apoyado por la Universidad de Angers, del que dirige el comité científico. Diseñó dos de las exposiciones del museo: Femmes au masculin y Visages du suffragisme français. Dos años después, en 2006, publicó con Annie Metz la Guide des sources de l’histoire du féminisme, bajo la dirección de Valérie Neveu. Esta guía está en línea y actualizada en el sitio de Archivos del feminismo. Ese mismo año, dirigió la colección Archives du féminisme en Prensas universitarias de Rennes. En noviembre de 2022, la colección está constituida por 28 libros.
Fue miembro del comité de redacción de la revista Clio. Femmes, Genre, Histoire de 1995 a 2005 y de la revista de historia de Sciences Po Histoire@politique de 2007 a 2014. También dirigió la redacción del Dictionnaire des féministes France XVVIIIe y XXIe con la colaboración de Sylvie Chaperon. El libro fue publicado en febrero de 2017, por Presses Universitaires de France.

## Reconocimientos
En 2007, Bard recibió el Barbara Kanner Prize a la excelencia académica en trabajos bibliográficos por su Guide des sources de l’histoire du féminisme. Posteriormente, en 2015, fue reconocida por el Ministro de Educación Nacional de Francia con la condecoración de la Orden de las Palmas Académicas.

## Obra

### Libros
- Les Filles de Marianne. Histoire des féminismes. 1914-1940, Paris, Fayard, 1995[19]

- Les Femmes dans la société française au XXe siècle, Paris, Armand Colin, 2001, 2e édition revue, 2003, traducido en alemán : Die Frauen in der französischen Gesellschaft des 20. Jahrhunderts, Bonn, Böhlau Verlag, 2008[20][21]

- Ce que soulève la jupe - Identités, transgressions, résistances,[22] Autrement, 2010, traducido en sueco.

- Une histoire politique du pantalon,[23] Le Seuil, 2010, edición ampliada con un epílogo en Points Seuil, 2014. Traducido en español, en turco y en ruso.

### Dirección de libros
- Bard, Christine, Un siècle d’antiféminisme,[24] prefacio de Michelle Perrot, Paris, Fayard, 1999, traducido en español: Un siglo de antifeminismo, Madrid, Biblioteca Nueva, 2000
- Bard, Christine, Le Genre des territoires,[25],Angers, Presses de l'université d’Angers, 2004
- Bard, Christine, Metz, Annie y Neveu, Valérie Guide des sources de l’histoire du féminisme,[16] Rennes, PUR, colección « Archives du féminisme », 2006, prix Barbara Kanner Prize for scholarly excellence in bibliographical work (États-Unis)
- Bard, Christine, Chaperon, Sylvie, Dictionnaire des féministes : France, XVIIIe – XXIe siècle,[18] Paris : PUF, 2017
- Bard, Christine, Blais, Mélissa y Dupuis-Déri,Francis, Antiféminismes et masculinismes d'hier à aujourd'hui,[26] PUF, 201

### Exposiciones
- Visages du suffragisme français, exposición virtual sobre Musea[15] (con Valérie Neveu), en línea desde el 1 de diciembre de 2007
- Femmes au masculin, exposición virtual sobre Musea.[15] desde el 8 de marzo de 2005